# Cinéma tunisien
Le cinéma tunisien compte environ 600 films d'auteurs abrités à la Cinémathèque tunisienne. Ils traitent de tous les sujets de la société tunisienne.
Certains de ces films connaissent un succès international comme Signe d'appartenance de Kamel Cherif (réalisateur franco-tunisien), qui obtient le premier prix de la Mostra de Venise, Halfaouine, l'enfant des terrasses et Un été à La Goulette de Férid Boughedir, Les Ambassadeurs de Naceur Ktari, Les Silences du palais de Moufida Tlatli, Essaïda de Mohamed Zran et plus récemment Satin rouge réalisé par Raja Amari.

## Histoire

### Avant 1956
Le cinéma existe en Tunisie depuis son apparition à l'échelle mondiale. Dès 1896, les frères Lumière tournent des vues animées dans les rues de Tunis. En 1897 ont lieu les premières projections cinématographiques à Tunis, organisées par Albert Samama-Chikli et le photographe français Soler. La diffusion porte principalement sur des films relevant du cinéma colonial français, à visée à la fois de divertissement et de propagande.
En 1919, le premier long métrage réalisé sur le continent africain, Les Cinq Gentlemen maudits de Luitz-Morat, est tourné en Tunisie. En 1922, Samama-Chikli tourne le premier court métrage tunisien, Zohra, et, en 1923, un deuxième film de fiction, La Fille de Carthage ; sa fille Haydée joue dans les deux films. En 1939, Le Fou de Kairouan, premier film tunisien en langue arabe, est tourné à Kairouan. En 1966, le premier long métrage tunisien (95 minutes) en noir et blanc est réalisé et produit par Omar Khlifi : L'Aube tourné en 35 millimètres. En 1967, le premier film tunisien d'animation en couleurs voit le jour : le court métrage Notre Monde réalisé par Habib Masrouki.
En 1927, la première société tunisienne de distribution de films, Tunis-Film, commence ses activités. Après l'indépendance, la production des films dépend entièrement de la Société anonyme tunisienne de production et d'expansion cinématographique (SATPEC) qui s'occupe de la gestion de l'activité cinématographique dans le pays. Néanmoins, dans les années 1980, on assiste à l'émergence du secteur privé qui entraîne la liquidation de la SATPEC.

### Depuis 1956
De nombreuses salles existent dès les années 1930, mais ce n'est qu'en 1962 que la première salle dont le propriétaire est tunisien ouvre ses portes : il s'agit du Colisée Hammam Lif, propriété de Jilani Goubantini, cofondateur du groupement Goubantini. Deux ans plus tard, son frère aîné, Salem Goubantini est à l'origine de l'ouverture de la première salle de cinéma hors du Grand Tunis, le El Khadhra à Gabès. Les années 1970 marquent la création du groupement, qui est à ce jour le groupement d'exploitation et de distribution cinématographique le plus important du pays, l'acquisition de la plupart des salles de cinéma sur l'ensemble de la Tunisie par ces derniers, dont le Colisée de Tunis, Le Palace de Tunis et de Sousse, Le Capitole, Le Biarritz, Le 7e Art, le Cinévog, et l'Oriental, ainsi que la construction de la dernière salle de cinéma sur l'avenue Habib-Bourguiba (Le Parnasse). Les années 1990 et 2000 sont marquées par un déclin du groupement à la suite du décès des deux frères fondateurs, évènement qui marque la fin de l'âge d'or du cinéma tunisien,,.

## Productions
Les productions tunisiennes, produites par deux organes que sont le ministère de la culture et l'ANPA (pour la télévision en support vidéo), restent rares et confidentielles : une dizaine de films sortis depuis 1967 qui traitent des phénomènes de mutations sociales, du retour à l'identité et du choc de la modernité. Toutefois, certains rencontrent un certain succès hors de Tunisie.
La moyenne annuelle de la production cinématographique tunisienne est de trois longs métrages et six courts métrages par an qui reste loin de son objectif initial de produire cinq longs métrages et dix courts métrages par an. Ceci est en partie expliqué par l'absence de laboratoire pour la phase de post-tournage, ce qui oblige un transfert des films à l'étranger et occasionne une perte de temps et des frais en devises. À partir de novembre 2006, un laboratoire tunisien privé est mis en service à Gammarth par Tarak Ben Ammar, associé de Silvio Berlusconi, à la tête du groupe Quinta Communications qui a produit 65 films internationaux et qui dirige un groupe financier européen dans le secteur télévisuel et des laboratoires de cinéma.

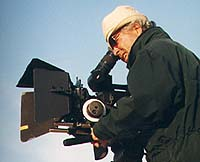
Naceur Ktari en tournage (2000).

Parmi les plus connus figurent Un été à La Goulette (1996) de Férid Boughedir qui fait un flashback sur la petite communauté de La Goulette à une époque révolue où musulmans, juifs et chrétiens cohabitent dans la tolérance et la bonne humeur. Halfaouine, l'enfant des terrasses (1990) du même Boughedir a sans doute été le plus grand succès du cinéma tunisien. Il met en scène un enfant dans le Tunis des années 1960. Nouri Bouzid porte quant à lui sur la réalité tunisienne un regard sans complaisance. Dans L'Homme de cendres (1986), il traite de la pédophilie, de la prostitution et des relations entre les communautés musulmane et juive. Dans Bezness (1991), c'est le tourisme sexuel qui se trouve dans sa ligne de mire. Dans Les Ambassadeurs (1975), Naceur Ktari met en scène des émigrés maghrébins en France qui y sont confrontés au racisme. Ce film obtient le Tanit d'or aux Journées cinématographiques de Carthage en 1976, le Prix spécial du jury du Festival international du film de Locarno la même année et est sélectionné au Festival de Cannes 1978 dans la catégorie « Un certain regard ».
Les Silences du palais (1994) de Moufida Tlatli a quant à lui été primé par plusieurs jurys internationaux. On y découvre la vie dans une maison aristocratique de Tunis à travers les yeux d'une jeune fille.
En 2007, le paysage cinématographique tunisien voit la sortie de plusieurs films recevant un certain succès auprès du public tel que Making of de Bouzid ou VHS Kahloucha de Nejib Belkadhi.

## Production documentaire
Le documentaire tunisien doit sa réputation à des cinéastes comme Mahmoud Ben Mahmoud, Nouri Bouzid, Elyes Baccar, Ibrahim Letaïef, Nadia El Fani, Ridha Béhi, Mohamed Zran, Nejib Ben Azouz, Hichem Ben Ammar, Anis Lassoued, Abdellatif Ben Ammar et à de jeunes cinéastes qui pensent qu'il faut mettre l'accent sur les réalités tunisiennes qui avaient tant besoin d'être filmées. Le cinéma tunisien renoue avec le genre à la fin des années 1990, après être approché timidement au cours des premières années du cinéma tunisien.
Le Festival international du film documentaire Doc à Tunis, qui a tenu sa première édition du 5 au 9 avril 2006, est venu conforter cette renaissance.

## Productions étrangères
La Tunisie ambitionne de devenir un petit Hollywood méditerranéen. En moyenne, une douzaine de films étrangers par an sont tournés en Tunisie car ils bénéficient d'avantages et de facilités. Le producteur Tarak Ben Ammar, neveu de Wassila Bourguiba, a convaincu les plus grands réalisateurs de venir tourner dans ses studios de Monastir. Roman Polanski y a filmé Pirates et Franco Zeffirelli son Jésus de Nazareth. George Lucas a quant à lui été séduit par les décors naturels et les maisons troglodytiques du Sud tunisien où ont été tournées quelques scènes de Star Wars. Selon ce dernier, la Tunisie est le meilleur pays où l'on peut tourner des films car on y trouve de beaux paysages ruraux, une architecture unique et un haut niveau de développement technique. Anthony Minghella a également tourné Le Patient anglais dans les oasis du sud-ouest du pays.

## État des lieux
La production tunisienne est maigre et le nombre de salles de cinéma est en constante diminution : ce dernier passe ainsi de 114 dans les années 1970 à douze en 2012, beaucoup ayant été fermées ou transformées, alors que la fréquentation passe de 1,62 million en 1994 à 1,298 million en 2000. Les observateurs estiment que la nature du public a changé par rapport aux années 1970 et 1980. Ils ajoutent que les étudiants, intéressés auparavant par les films politiques et de nature engagée et qui ont fréquenté les salles de cinéma, ont changé de goût. Les salles de cinéma proposent aujourd'hui des films commerciaux sans contenus et le genre érotique (interdit aux moins de seize ans) commence à se répandre dans le but d'attirer le public et de ne pas le perdre au profit des cafés. Ils ferment donc leurs portes.
À ces facteurs s'ajoutent la prolifération des ciné-clubs et l'apparition de chaînes satellitaires spécialisées dans le cinéma. D'après les chiffres officiels, il n'existe pas de salles de cinéma dans dix gouvernorats sur 24. Quant aux producteurs, ils se plaignent du fait que les ciné-clubs piratent les films et violent les droits d'auteur, ce qui les prive des bénéfices de leurs films.
Pour les critiques cinématographiques, depuis 1966, année de la production du premier long métrage tunisien, le cinéma tunisien est passé par trois étapes :
- les films qui célèbrent la libération et la résistance tunisienne comme les films d'Omar Khlifi (Sourakh ou Dhil al ardh) ;
- les films qui parlent des problèmes survenus après l'indépendance, dont l'immigration, comme le film de Naceur Ktari (Les Ambassadeurs) ;
- les films qui évoquent la mémoire nationale comme le film de Moufida Tlatli (Les Silences du palais).

Cette dernière période a fait couler beaucoup d'encre chez les critiques à cause de l'apparition de scènes sensuelles et de nudité tandis que les cinéastes tunisiens disent qu'ils veulent montrer une image folklorique et excitante de la société tunisienne mais certains affirment que ces images sont imposées par les sociétés de production. Les subventions que donne le ministère de la Culture ne dépassent pas 60 % du coût total d'un film, ce qui pousse les cinéastes tunisiens à se diriger vers les sociétés étrangères, notamment françaises, qui imposent leurs conditions et demandent d'insérer de telles scènes en vue de la commercialisation. Pour Férid Boughedir, il n'y a rien à reprocher au cinéma tunisien et ce que disent les critiques occidentaux n'a pas de sens. Il ajoute qu'aucune institution étrangère n'impose ses conditions aux cinéastes tunisiens mais le problème est dans la tête des cinéastes qui insèrent de telles scènes et appellent des acteurs étrangers pour pouvoir vendre à l'étranger.

## Manifestations
- Journées cinématographiques de Carthage, créées en 1966 et organisées tous les deux ans puis annuellement dès 2015, constituant le plus ancien des festivals cinématographiques des pays en développement[13]
- Rencontres cinématographiques de Hergla (2005)
- Festival international du film arabe de Gabès, Gabès Film Festival (2018) puis Gabès Cinéma Fen (2019)
- Festival du film queer de Mawjoudin (2018)

## Festival de Cannes
Les cinéastes tunisiens participent régulièrement au Festival de Cannes :
- 1970 : Une si simple histoire d'Abdellatif Ben Ammar : Compétition officielle
- 1977 : Soleil des hyènes de Ridha Béhi : Quinzaine des réalisateurs
- 1978 : Les Ambassadeurs de Naceur Ktari : Un certain regard
- 1981 : Aziza d'Abdellatif Ben Ammar : Quinzaine des réalisateurs
- 1982 : L'Ombre de la terre de Taïeb Louhichi : Sélection officielle
- 1983 : Caméra d'Afrique de Férid Boughedir : Un certain regard
- 1985 : Les Anges de Ridha Béhi : Quinzaine des réalisateurs
- 1986 : L'Homme de cendres de Nouri Bouzid : Un certain regard
- 1987 : Caméra arabe de Férid Boughedir : Un certain regard
- 1989 :
  - Les Sabots en or de Nouri Bouzid : Un certain regard
  - Arab de Fadhel Jaïbi et Fadhel Jaziri : Semaine de la critique
- 1990 : Halfaouine, l'enfant des terrasses de Férid Boughedir : Quinzaine des réalisateurs
- 1991 : Poussière de diamant de Mahmoud Ben Mahmoud et Fadhel Jaïbi  : Quinzaine des réalisateurs
- 1992 : Bezness de Nouri Bouzid : Quinzaine des réalisateurs
- 1994 : Les Silences du palais de Moufida Tlatli : Quinzaine des réalisateurs
- 2000 : La Saison des hommes de Moufida Tlatli : Un certain regard
- 2001 : Fatma de Khaled Ghorbal : Quinzaine des réalisateurs
- 2017 : La Belle et la Meute de Kaouther Ben Hania : Un certain regard
- 2018 : Mon cher enfant de Mohamed Ben Attia : Quinzaine des réalisateurs
- 2019 : Sortilège d'Ala Eddine Slim : Quinzaine des réalisateurs
- 2022 :
  - Harka de Lotfy Nathan : Un certain regard
  - Ashkal de Youssef Chebbi : Quinzaine des réalisateurs
  - Sous les figues de Erige Sehiri : Quinzaine des réalisateurs
- 2023 : Les Filles d'Olfa  de Kaouther Ben Hania : Compétition officielle

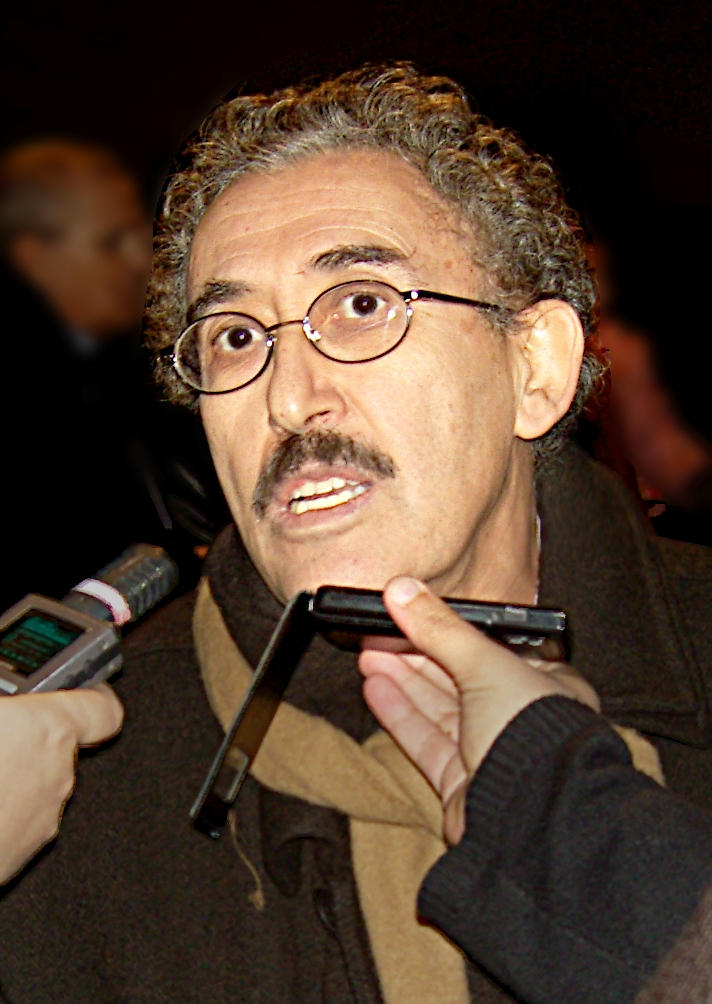
Férid Boughedir.
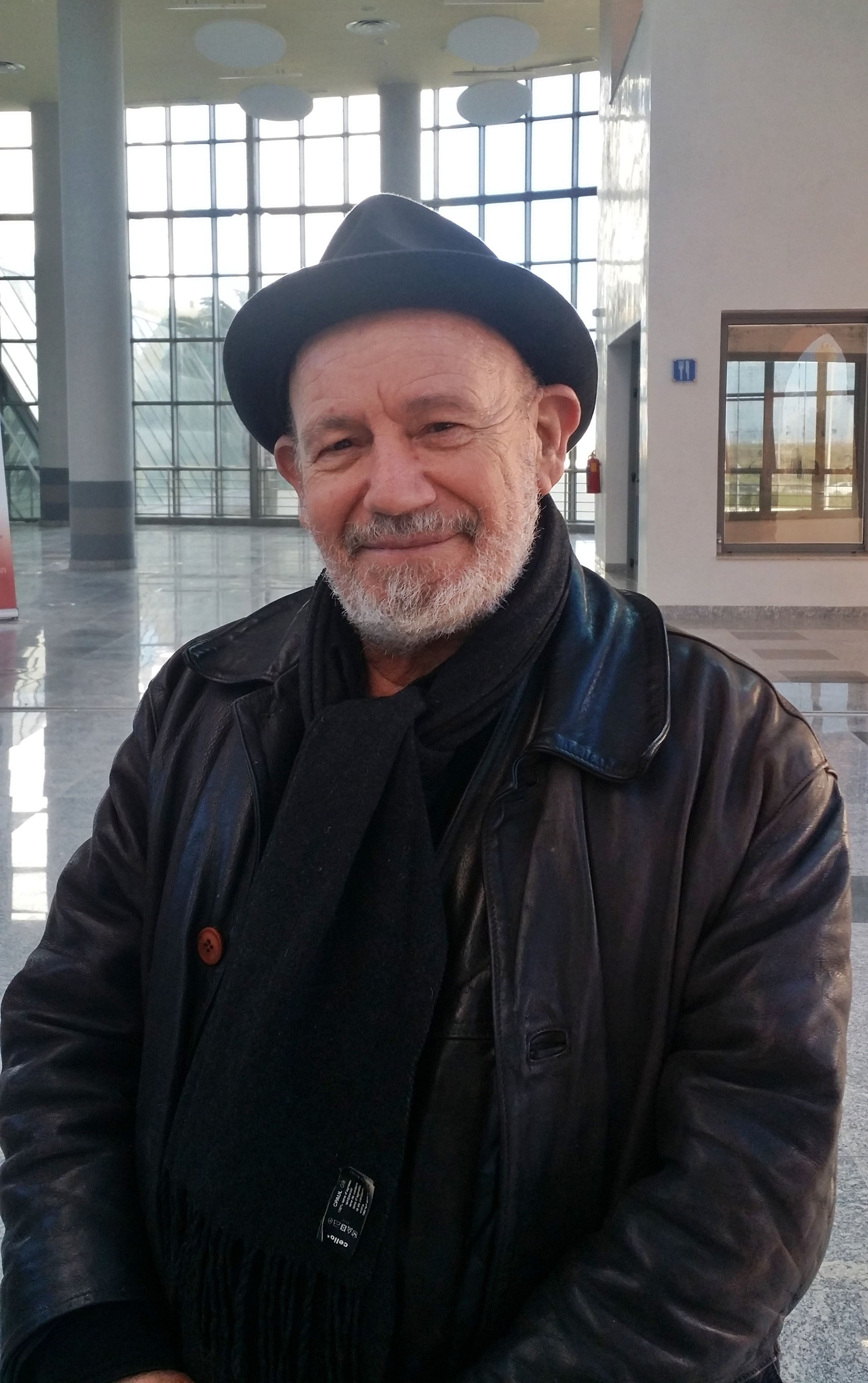
Nouri Bouzid.
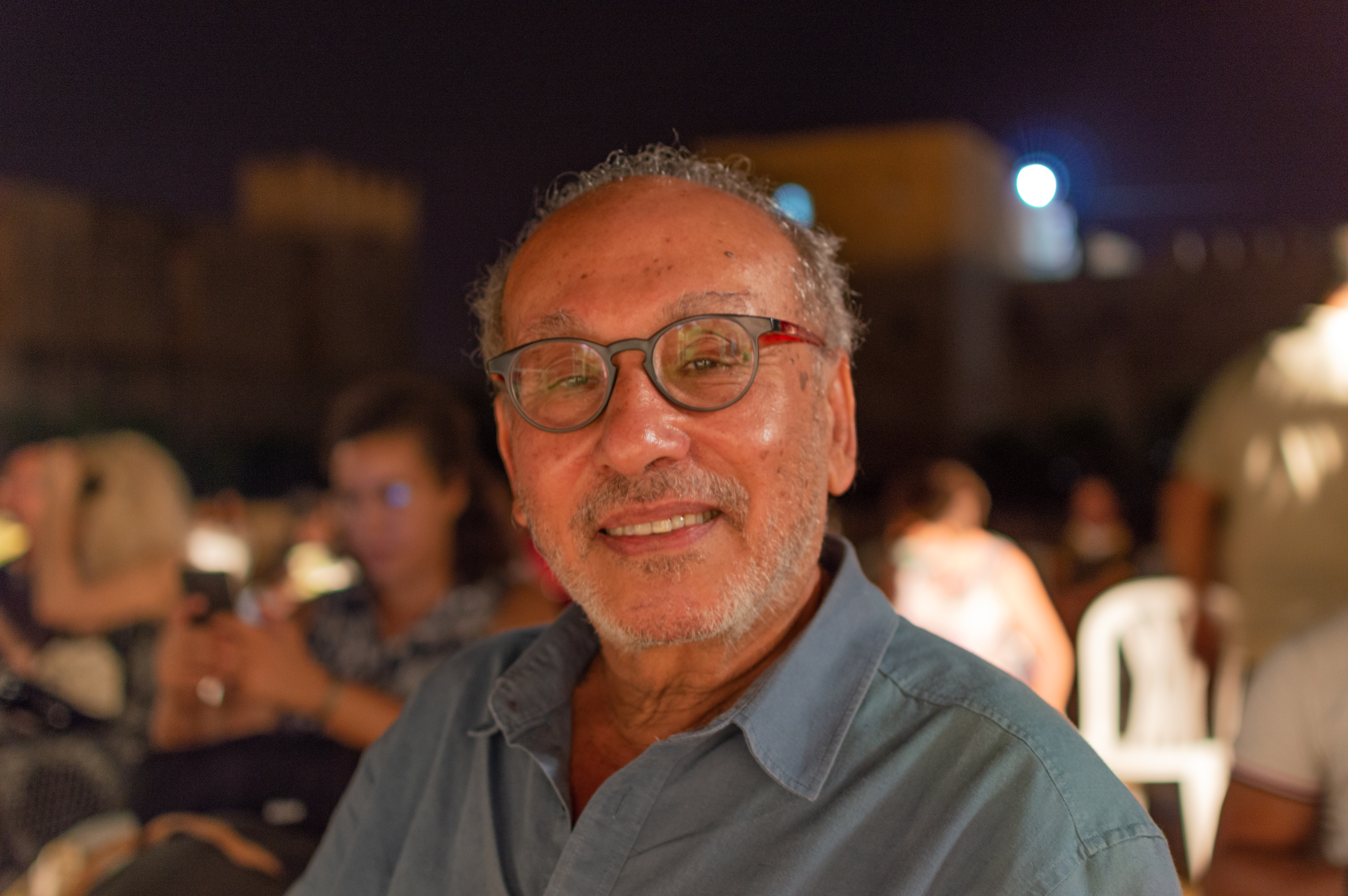
Fadhel Jaïbi.
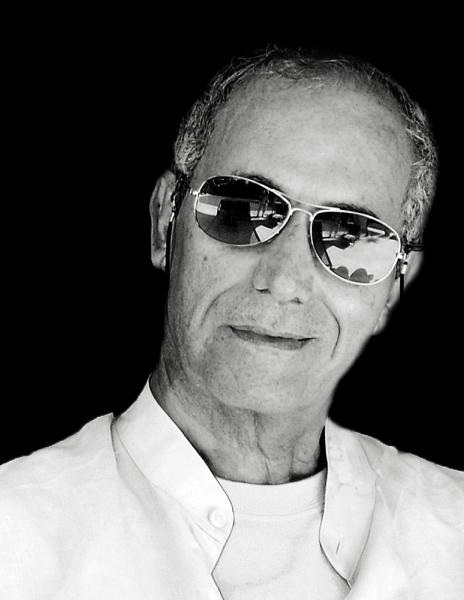
Taïeb Louhichi.
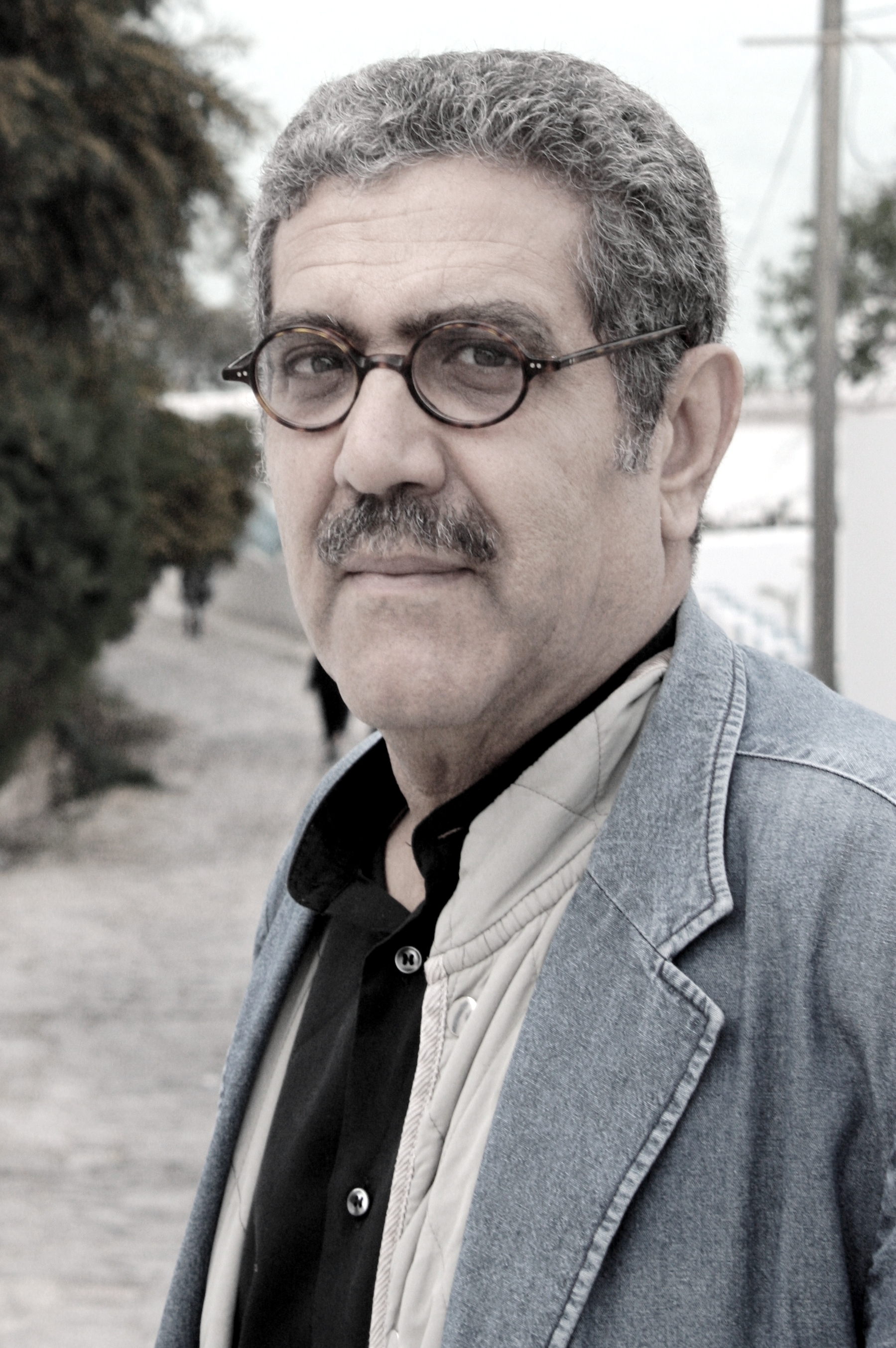
Ridha Béhi.
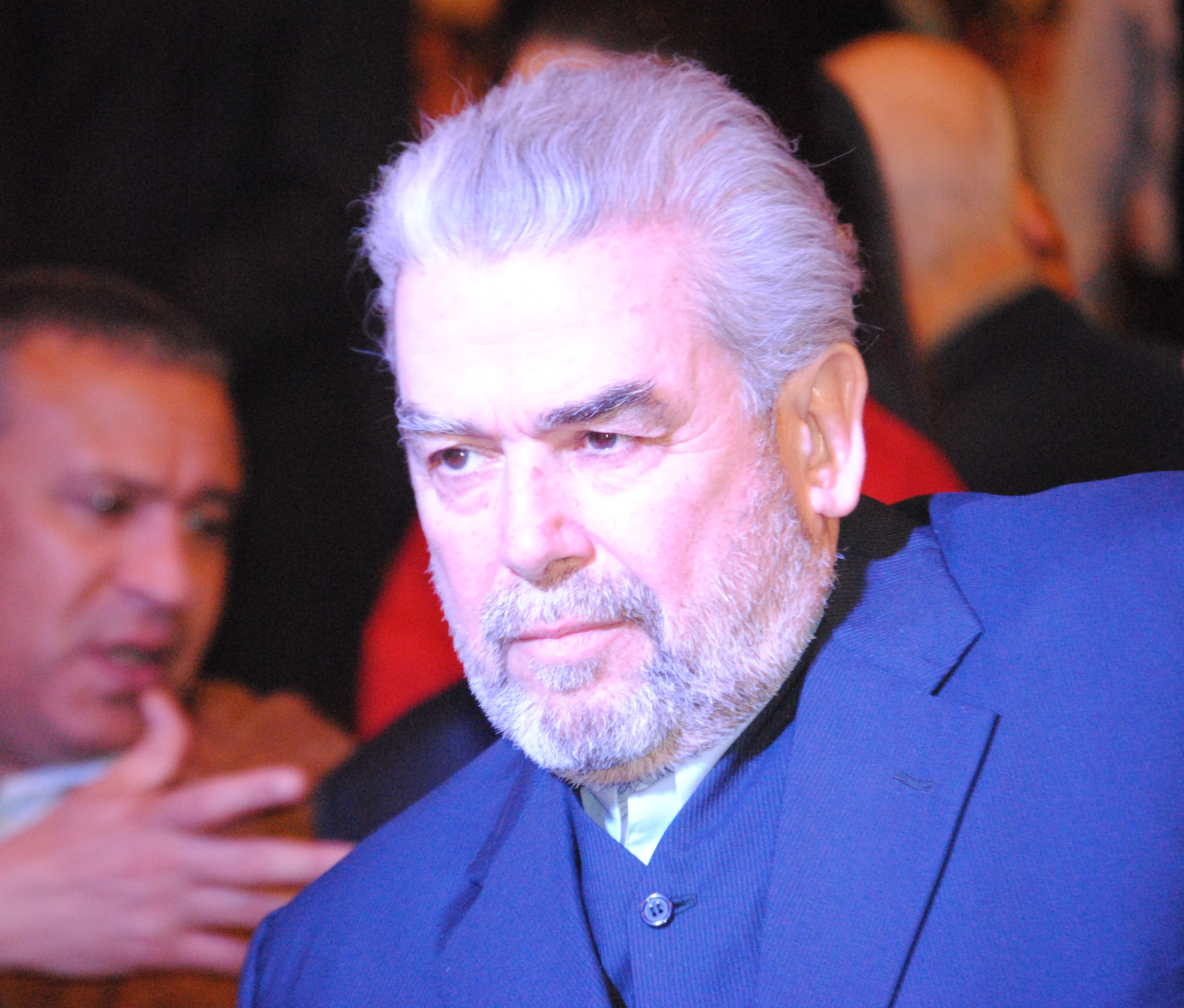
Fadhel Jaziri.
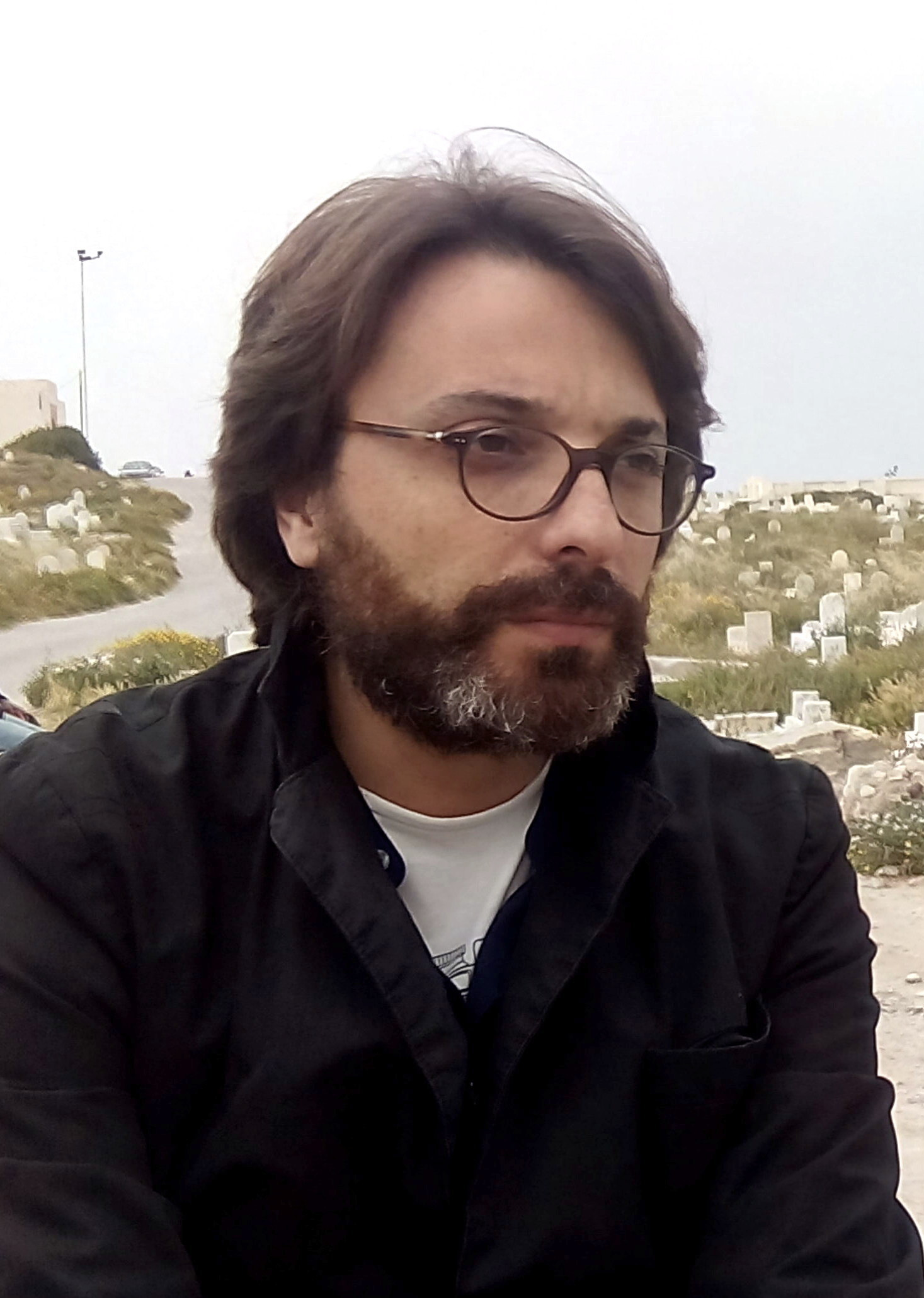
Mohamed Ben Attia.
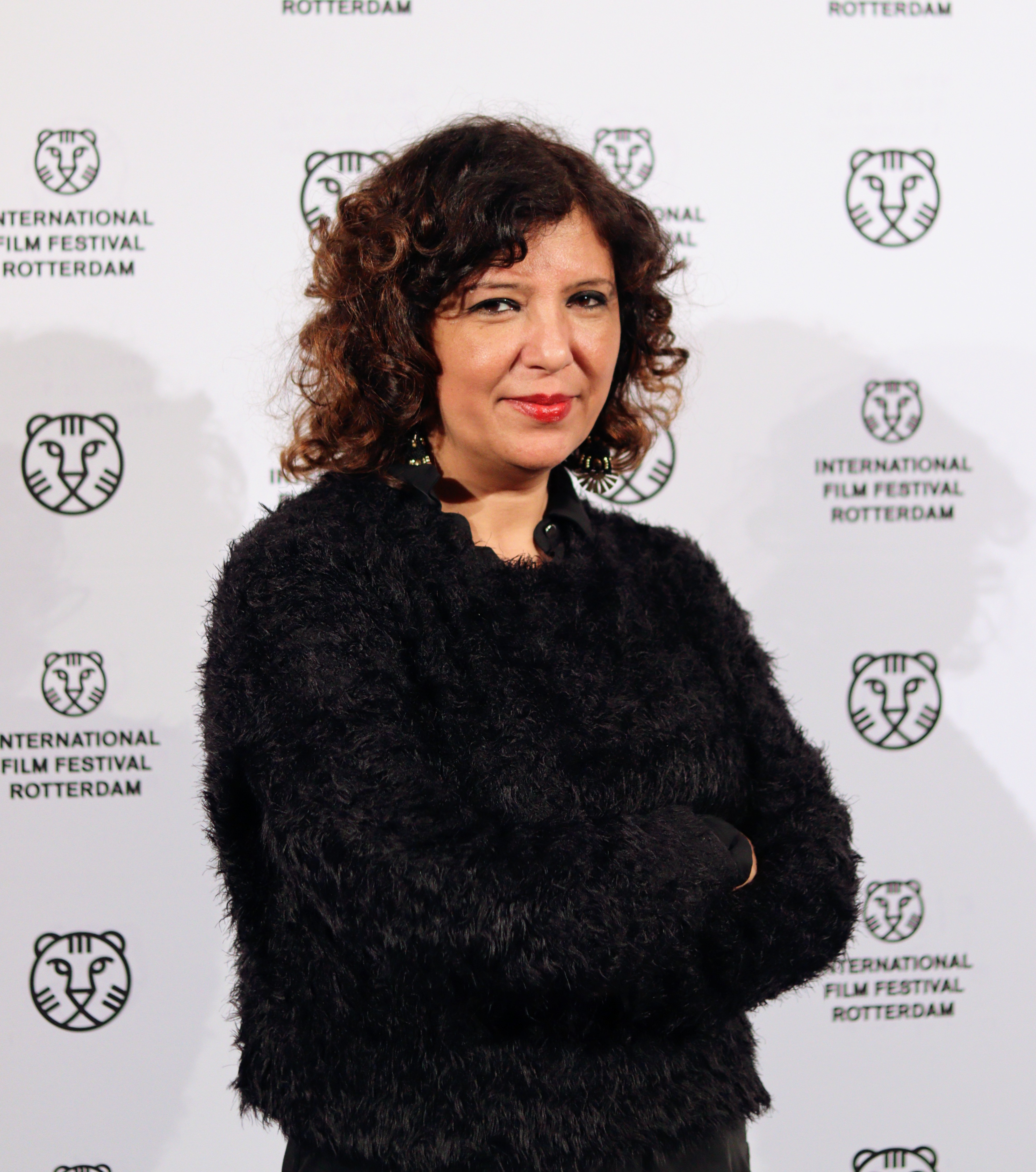
Kaouther Ben Hania.

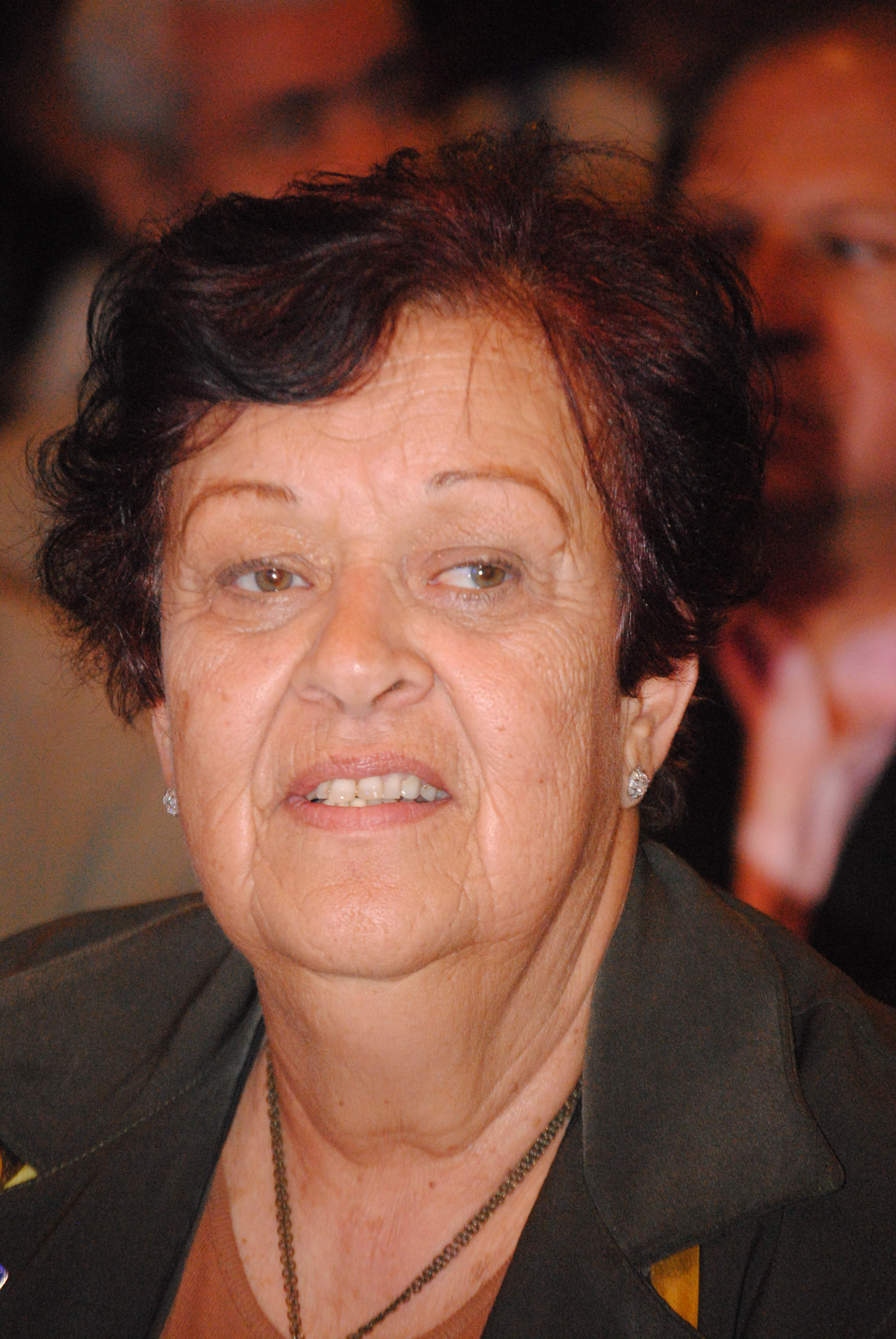
Salma Baccar.

Le 25 mai 2006, la Tunisie est représentée à travers la section Tous les cinémas du monde. 19 films tunisiens sont projetés soit huit heures de projection répartis en cinq séances. Il s'agit de VHS Kahloucha (80 minutes) de Nejib Belkadhi, de dix courts métrages d'une durée totale de 85 minutes inscrits dans le projet intitulé 10 courts - 10 regards produits par Ibrahim Letaïef et Riadh Thabet, du film Khorma (80 minutes) de Jilani Saadi, du long métrage Fleur d'oubli de Salma Baccar et de six courts métrages d'une durée totale de 107 minutes : 
- Visa d'Ibrahim Letaïef ;
- Tsaouer de Nejib Belkadhi ;
- Casting pour un mariage de Farès Naânaâ ;
- Brise et vent de Lassaad Dkhili et Sonia Chamkhi ;
- La moisson magique d'Anis Lassoued ;
- L'homme au costume gris de Fahd Chebbi.

Les cinéastes tunisiens sont également sollicités pour siéger dans des jurys internationaux. Férid Boughedir est ainsi le premier Maghrébin à être désigné comme membre du jury officiel des longs métrages du festival. Il est suivi de Moufida Tlatli.

## Musée du cinéma
Le musée tunisien du cinéma est inauguré en 1998 : il retrace l'évolution de la technologie du cinéma et abrite une collection de matériel de cinéma datant de 1904.
Dès l'entrée du musée, le visiteur se trouve plongé dans une atmosphère feutrée. Le musée abrite une section qui traite de l'époque précédant le cinéma où prédominent les spectacles de karakouz, genre pratiqué en Tunisie depuis le XIVe siècle qui utilise la technique de l'ombre chinoise, et le teatro dei pupi, ainsi que d'autres sections abritant des appareils photos, des caméras, des projecteurs, des tourne-disques de l'époque du cinéma muet ainsi que des pièces rares datant du début du XXe siècle. Une petite salle est aménagée, au premier étage, pour la projection de films. En outre, le visiteur peut suivre des films projetés en bandes continues et axés sur l'histoire du cinéma.

## Cinéma numérique ambulant
Le cinéma numérique ambulant est présent en Tunisie. Depuis 2003, le cinéma numérique ambulant a réalisé plus de 5 000 projections pour des millions de spectateurs. De nouvelles unités de projection sont en cours de création.